# Рацемізація

Два енантіомера загальної амінокислоти, яка є хіральною

Рацемізація (англ. racemization) — утворення рацемату з енантіомера (в загальному випадку — з матеріалу, де один з енантіомерів є в надлишку) внаслідок обміну місцями будь-яких двох замісників у хіральному центрі під впливом температури або хімічного фактора (дії кислот, лугів — тут іноді достатньо впливу скляних стінок посуду завдяки вилуговуванню при зберіганні оптично активної речовини). Причиною, зокрема, є виникнення карбаніонного стану в асиметричному центрі сполук, що мають достатньо рухливий атом H у випадку дії кислотно-основних каталізаторів, або карбокатіона при дії кислот Льюїса, а при термічній рацемізації — гомолітичний розрив зв'язку асиметричного атома з одним із замісників за рахунок теплової енергії з наступною рівноймовірною рекомбінацією радикалів у антиподні конфігурації, наприклад, так виникає рацемат при перегонці C6H5CHClMe. Рацемізація, отже, включає оборотне взаємоперетворення енантіомерів.